# Schützen am Gebirge
Schützen am Gebirge est une commune autrichienne du district d'Eisenstadt-Umgebung dans le Burgenland.